# 東寧要塞
東寧要塞（とうねいようさい）は、満州国牡丹江省東寧県（現在の中華人民共和国黒竜江省牡丹江市東寧市）のソビエト-満州国境沿いに存在した関東軍の要塞である。
関東軍がソビエト-満州国境沿いの山岳地帯に攻勢拠点として建設した要塞群の一つで、要塞正面にあたる南北方向が約16km、東西方向は約8kmあり、要塞群の中で最も大規模であった。要塞中央を東西に東寧街道が貫き、その北に郭亮船口陣地・勾玉山陣地・三角山陣地・馬廠山陣地からなる第四地区、更に北側が第二地区となっていた。街道南側は勲山陣地・朝日山陣地・勝鬨山陣地よりなる第三地区、その南に第一地区と四つの地区に分かれていた。要塞の備砲は戦史叢書によれば山砲・野砲14門、10cm榴弾砲16門、15cmカノン砲4門、高射砲23門および中型迫撃砲22門あった。ただし、これらの砲は時期により増減があったとみられる。
昭和9年（1934年）6月から建造が始まり、昭和12年（1937年）に主要部が完成した。要塞築城に当たっては現地労働者が徴用され、極寒の環境下で酷使されたため多数の死傷者を出した。昭和13年（1938年）に歩兵14個中隊・砲兵8個中隊・工兵3個中隊からなる第三軍隷下の第一国境守備隊が配備された。昭和20年（1945年）8月9日にソ連対日参戦の際に攻撃目標とされ、戦闘となる。
要塞のほとんどが陥落したものの、勝鬨山陣地は同年8月15日の終戦を知らされないまま戦い続けた。同年8月26日、ソ連軍から依頼を受けた第3軍参謀、河野貞夫中佐が第一国境守備隊独立歩兵第783大隊に出向き投降を促し戦闘は終結した。
2004年現在、愛国主義教育基地として勲山陣地・朝日山陣地・勝鬨山陣地などが保存されている。